# Bad Boys (album de DeBarge)
Pour les articles homonymes, voir Bad Boys.
Albums de DeBarge
Greatest Hits
(1986) Back on Track
(1991)
Singles
1. Dance All Night
Sortie : 1987
2. I Got You Babe
Sortie : 1988

Bad Boys est le cinquième album studio de DeBarge, sorti le 25 novembre 1987.
Cet album a été enregistré après le départ de El et Bunny DeBarge. Le frère aîné, Bobby DeBarge, a alors rejoint les membres restants du groupe afin de produire l'opus.
Ayant bénéficié d'une promotion limitée de la part du label, l'album n'a pas connu le succès. En 1988, Bobby est arrêté pour possession de drogue et condamné à cinq ans de prison. Le groupe est dissous en 1989.

## Liste des titres
| No | Titre                     | Durée |
| -- | ------------------------- | ----- |
| 1. | Dance All Night           | 3:41  |
| 2. | We're Havin' Fun          | 3:33  |
| 3. | You're a Big Boy          | 4:31  |
| 4. | You're Not the Only One   | 3:10  |
| 5. | All Over                  | 4:25  |
| 6. | Say You Do                | 4:25  |
| 7. | I Got You Babe            | 4:38  |
| 8. | Take It to the Top        | 3:18  |
| 9. | Every Time I Think of You | 4:29  |